# El Foyel
El Foyel es una localidad del Departamento Bariloche, Río Negro, Argentina.
Se encuentra a unos 80 km al sur de la ciudad de San Carlos de Bariloche, y a 46 km al norte del pueblo de El Bolsón, a través de la RN 40.

## Población
Contó con 155 habitantes (Indec, 2010), lo que representó un incremento del 61% frente a los 96 habitantes (Indec, 2001) del censo anterior.
El censo 2022 registró una población de 8 habitantes que se repartieron entre 5 hombres y 3 mujeres. Sin embargo, las cifras obtenidas fueron estimativas solo teniendo en cuenta a la población en viviendas particulares; es decir, excluyendo del dato a la población institucional y las personas sin hogar. Gracias a este censo también fue posible conocer su densidad y tamaño urbano.
| Gráfica de evolución demográfica de El Foyel entre 1991 y 2022 |
|                                                                |
| Fuente: Censos nacionales del INDEC                            |